# Larva (álbum de Eivør)
Larva es el undécimo álbum de estudio de Eivør. 

## Lista de canciones
| N.º | Título                        | Duración |  |
| 1.  | «Undo Your Mind»              | 4:16     |  |
| 2.  | «Fill The Air»                | 3:39     |  |
| 3.  | «Wall Of Silence»             | 3:50     |  |
| 4.  | «All Blue»                    | 5:21     |  |
| 5.  | «Waves and The Wind»          | 4:27     |  |
| 6.  | «Is It Cold Outside»          | 4:15     |  |
| 7.  | «Even If The Sun Don't Shine» | 4:38     |  |
| 8.  | «Hounds Of Love»              | 3:44     |  |
| 9.  | «Vøka»                        | 4:11     |  |
| 10. | «So Close To Being Free»      | 4:38     |  |
| 11. | «Stay in the Light»           | 2:51     |  |

## Producción
- Grabado por Lundgaard Studios y Studio Bloch, Tórshavn
- Mezclado por Lundgaard Studios, Vejen
- Masterizado por Medley Studio, Copenhague